# Corallicola
Corallicola es un género de hongos perteneciente a la familia Halosphaeriaceae.  Es un género monotípico, que contiene la única especie Corallicola nana.